# 毛脚毛蕨
毛脚毛蕨（学名：Cyclosorus hirtipes），为金星蕨科毛蕨属下的一个植物种。